# اف.کا. ۲۵ باسیلیسک
اف. کا. ۲۵ باسیلیسک (به انگلیسی: BAT_Basilisk) یک هواگرد ملخ‌پیشین تک‌موتوره از نوع هواپیمای جنگنده ساخت شرکت British Aerial Transport است. هواگرد اف.کا. ۲۵ باسیلیسک نخستین پروازش را در سپتامبر ۱۹۱۸ میلادی انجام داد. در مجموع، تعداد ۳ فروند از این هواگرد ساخته شده‌است.
طراح این هواگرد، Frederick Koolhoven بود.